# Puchar Francji w piłce siatkowej mężczyzn (2022/2023)
Puchar Francji w piłce siatkowej mężczyzn 2022/2023 (fr. Coupe de France masculine de volley-ball 2022/2023) – 39. edycja rozgrywek o siatkarski Puchar Francji zorganizowana przez Francuski Związek Piłki Siatkowej (Fédération française de volley, FFvolley). Zainaugurowana została 6 grudnia 2022 roku.
W Pucharze Francji uczestniczyły drużyny z Ligue A, Ligue B oraz finaliści Pucharu Federalnego w sezonie 2021/2022. Rozgrywki składały się z trzech rund wstępnych, 1/8 finału, ćwierćfinałów, półfinałów oraz finału. We wszystkich rundach rywalizacja toczyła się systemem pucharowym. Drużyny z Ligue A udział w Pucharze Francji rozpoczęły od 1/8 finału.
Finał odbył się 2 kwietnia 2023 roku w hali Georges Carpentier w Paryżu. Po raz jedenasty Puchar Francji zdobył klub Tours VB, wygrywając w finale z Nice VB. MVP finału wybrany został Brazylijczyk Aboubacar Dramé Neto. Zwycięzca Pucharu Francji uzyskał prawo gry w Pucharze CEV w sezonie 2023/2024.

## System rozgrywek
Rozgrywki o Puchar Francji w sezonie 2022/2023 składały się z trzech rund wstępnych, 1/8 finału, ćwierćfinałów, półfinałów i finału. We wszystkich rundach rywalizacja toczyła się w systemie pucharowym, a o awansie decydowało jedno spotkanie. Gospodarzem meczu była drużyna z niższej ligi bądź, jeżeli w parze grały drużyny z tego samego poziomu rozgrywkowego, ta, która została wylosowana jako pierwsza.
| Runda        | Uczestnicy                                           |
| ------------ | ---------------------------------------------------- |
| 1. runda     | finaliści Pucharu Federalnego w sezonie 2021/2022    |
| 1. runda     | 10 drużyn z Ligue B                                  |
| 2. runda     | 6 drużyn, które awansowały z 1. rundy                |
| 3. runda     | 3 drużyny, które awansowały z 2. rundy               |
| 3. runda     | drużyna, która spadła do Ligue B w sezonie 2021/2022 |
| 1/8 finału   | 2 drużyny, które awansowały z 3. rundy               |
| 1/8 finału   | 14 drużyn z Ligue A                                  |
| Ćwierćfinały | 8 drużyn, które awansowały z 1/8 finału              |
| Półfinały    | 4 drużyny, które awansowały z ćwierćfinałów          |
| Finał        | 2 drużyny, które awansowały z półfinałów             |

## Drużyny uczestniczące
| Ligue A (14 drużyn)          | Ligue A (14 drużyn) |
| ---------------------------- | ------------------- |
| Arago de Sète                | ćwierćfinał         |
| Cambrai Volley               | 1/8 finału          |
| Chaumont VB 52 Haute-Marne   | 1/8 finału          |
| Montpellier HSC VB           | ćwierćfinał         |
| Nantes Rezé MV               | 1/8 finału          |
| Narbonne Volley              | półfinał            |
| Nice VB                      | finał               |
| Paris Volley                 | 1/8 finału          |
| Plessis Robinson Volley Ball | 1/8 finału          |
| Saint-Nazaire VBA            | ćwierćfinał         |
| Spacer’s de Toulouse         | 1/8 finału          |
| Stade Poitevin Poitiers      | półfinał            |
| Tourcoing LM                 | 1/8 finału          |
| Tours VB                     | zwycięstwo          |

| Ligue B (11 drużyn)   | Ligue B (11 drużyn) |
| --------------------- | ------------------- |
| AS Cannes             | 1/8 finału          |
| AS Illac VB           | 3. runda            |
| ASUL Lyon             | 2. runda            |
| Avignon VB            | 2. runda            |
| Fréjus Var Volley     | 1. runda            |
| GFC Ajaccio           | ćwierćfinał         |
| Grand Nancy VB        | 1. runda            |
| Martigues VB          | 1. runda            |
| Mende Volley Lozère   | 3. runda            |
| Rennes Etudiants Club | 1. runda            |
| Saint-Quentin Volley  | 1. runda            |

| Elite (2 drużyny)     | Elite (2 drużyny) |
| --------------------- | ----------------- |
| AL Caudry Volley-Ball | 2. runda          |
| VC Michelet Halluin   | 1. runda          |

## Rozgrywki

### 1. runda
| 06.12.2022 20:00 (UTC+1) | VC Michelet Halluin | 1:3 (14:25, 25:16, 14:25, 17:25) | GFC Ajaccio | Salle Michel Bernard, Halluin Sędziowie: Kokou-Guillaume Assogba i Michel Martucciello |

| 06.12.2022 20:00 (UTC+1) | AL Caudry Volley-Ball | 3:0 (25:17, 25:19, 25:21) | Saint-Quentin Volley | Palais des Sports, Caudry Sędziowie: ‪Isabelle Dufour i Vincent Kerckhove |

| 07.12.2022 20:00 (UTC+1) | Rennes Etudiants Club | 2:3 (31:29, 25:23, 18:25, 21:25, 7:15) | AS Illac VB | Salle Colette Besson, Rennes Sędziowie: David Carriere i Jean-Philippe Quentin |

| 06.12.2022 20:00 (UTC+1) | Mende Volley Lozère | 3:2 (27:25, 23:25, 25:23, 21:25, 15:10) | Fréjus Var Volley | Gymnase Piencourt, Mende Sędziowie: Jean-Pierre Daret i Laurent Sawrei |

| 06.12.2022 19:00 (UTC+1) | Avignon VB | 3:2 (35:33, 26:28, 15:25, 25:20, 15:13) | Martigues VB | Gymnase Champfleury, Awinion Sędziowie: Daniel Sauvayre i Cécile Gaudumet |

| 06.12.2022 20:00 (UTC+1) | Grand Nancy VB | 0:3 (21:25, 20:25, 11:25) | ASUL Lyon | Parc des Sports, Vandœuvre-lès-Nancy Sędziowie: Maxime Kara i Thierry Petitjean |

### 2. runda
| 20.12.2022 19:00 (UTC+1) | Avignon VB | 2:3 (28:26, 25:23, 24:26, 26:28, 12:15) | GFC Ajaccio | Gymnase Champfleury, Awinion Sędziowie: Juliette Ragot i Sylvain Vermande |

| 20.12.2022 20:00 (UTC+1) | AL Caudry Volley-Ball | 0:3 (24:26, 17:25, 22:25) | Mende Volley Lozère | Palais des Sports, Caudry Sędziowie: Frédéric Praud i Abderrahmane Ioussaidene |

| 20.12.2022 20:00 (UTC+1) | AS Illac VB | 3:0 (25:19, 25:20, 25:18) | ASUL Lyon | Salle Pierre Favre, Saint-Jean-d’Illac Sędziowie: Lode Falischia i Philippe Lartigue |

### 3. runda
| 14.01.2023 20:00 (UTC+1) | AS Cannes | 3:0 (25:23, 25:13, 25:20) | Mende Volley Lozère | Palais des Victoires, Cannes Sędziowie: Philippe Galant i Félix Ho |

| 13.01.2023 20:00 (UTC+1) | GFC Ajaccio | 3:0 (25:23, 25:20, 25:17) | AS Illac VB | U Palatinu, Ajaccio Sędziowie: Jerome Carquin i Marvin Sayag |

### 1/8 finału
| 31.01.2023 20:00 (UTC+1) | AS Cannes | 0:3 (23:25, 23:25, 23:25) | Arago de Sète | Palais des Victoires, Cannes Widzów: 234 Sędziowie: Philippe Galant i Kokou-Guillaume Assogba |

| 31.01.2023 20:00 (UTC+1) | Nice VB | 3:0 (25:20, 25:22, 25:21) | Cambrai Volley | Salle Giamarchi, Nicea Widzów: 331 Sędziowie: Sébastien Bouacheria i Alain Chouman |

| 01.02.2023 20:00 (UTC+1) | Plessis Robinson Volley Ball | 1:3 (19:25, 25:22, 20:25, 25:27) | Montpellier HSC VB | Espace Omnisports, Le Plessis-Robinson Widzów: 570 Sędziowie: Patrick Raguet i Stéfan Vanderbeeken |

| 31.01.2023 20:00 (UTC+1) | GFC Ajaccio | 3:2 (25:21, 31:29, 24:26, 15:25, 15:11) | Paris Volley | U Palatinu, Ajaccio Widzów: 1020 Sędziowie: Charlène Vella-Malagoli i Cédric Vermande |

| 31.01.2023 20:00 (UTC+1) | Chaumont VB 52 Haute-Marne | 2:3 (22:25, 25:18, 23:25, 25:17, 11:15) | Saint-Nazaire VBA | Palestra, Chaumont Widzów: 1099 Sędziowie: Fabrice Collados i Sylvain Launois |

| 31.01.2023 20:00 (UTC+1) | Tours VB | 3:2 (25:17, 25:17, 20:25, 26:28, 15:13) | Tourcoing LM | Salle Robert Grenon, Tours Widzów: 2459 Sędziowie: Adrien Isnard i Stéphane Juan |

| 01.02.2023 20:00 (UTC+1) | Nantes Rezé MV | 0:3 (22:25, 21:25, 15:25) | Narbonne Volley | Salle sportive métropolitaine, Rezé Widzów: 1521 Sędziowie: Sébastien Jacob i Joseph Zgheib |

| 31.01.2023 20:00 (UTC+1) | Spacer’s de Toulouse | 0:3 (22:25, 19:25, 26:28) | Stade Poitevin Poitiers | Palais des sports André Brouat, Tuluza Widzów: 1000 Sędziowie: Joël Hounnoukpe i Sylvain Gilbert |

### Ćwierćfinały
| 21.02.2023 20:00 (UTC+1) | Saint-Nazaire VBA | 0:3 (22:25, 25:27, 24:26) | Narbonne Volley | Gymnase de Coubertin, Saint-Nazaire Widzów: 1121 Sędziowie: Sylvain Launois i Stéfan Vanderbeeken |

| 21.02.2023 20:00 (UTC+1) | GFC Ajaccio | 2:3 (16:25, 25:22, 25:22, 22:25, 11:15) | Nice VB | U Palatinu, Ajaccio Widzów: 1500 Sędziowie: Geoffrey Brassart i Stéphane Juan |

| 21.02.2023 20:00 (UTC+1) | Montpellier HSC VB | 0:3 (23:25, 17:25, 25:27) | Tours VB | Palais des sports Jacques Chaban-Delmas, Castelnau-le-Lez Widzów: 825 Sędziowie: Sébastien Jacob i Marc Berard |

| 21.02.2023 19:30 (UTC+1) | Arago de Sète | 2:3 (22:25, 25:16, 22:25, 25:20, 14:16) | Stade Poitevin Poitiers | Halle des Sports Louis Marty, Sète Widzów: 585 Sędziowie: Olivier Guillet i Fabrice Collados |

### Półfinały
| 28.02.2023 20:00 (UTC+1) | Stade Poitevin Poitiers | 2:3 (25:22, 21:25, 19:25, 25:17, 13:15) | Nice VB | Salle omnisports Frédéric Lawson-Body, Poitiers Widzów: 2014 Sędziowie: Mathilde Hayaux du Tilly i Joseph Zgheib |

| 28.02.2023 20:00 (UTC+1) | Tours VB | 3:0 (25:19, 26:24, 25:22) | Narbonne Volley | Salle Robert Grenon, Tours Widzów: 2711 Sędziowie: Geoffrey Brassart i Christophe Vigneron |

### Finał
| 02.04.2023 15:30 (UTC+2) | Nice VB | 0:3 (21:25, 21:25, 18:25) | Tours VB | Halle Georges Carpentier, Paryż Widzów: 3600 Sędziowie: Olivier Guillet i Mathilde Hayaux du Tilly MVP: Aboubacar Dramé Neto |